# 製図

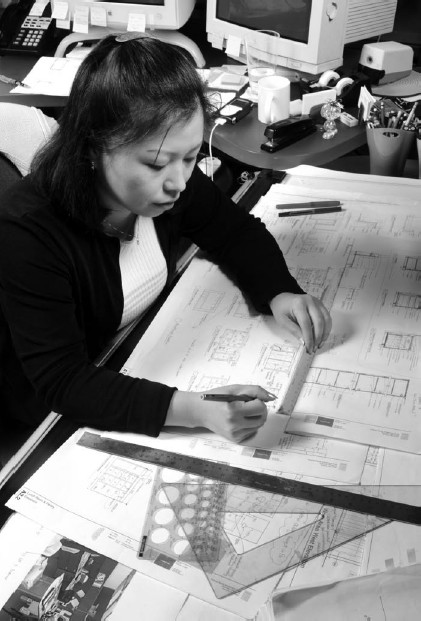
作図中の製図工

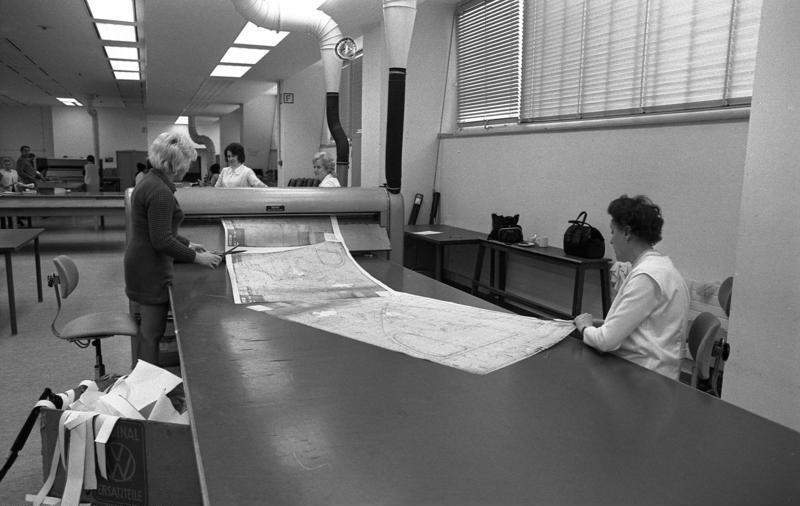
技術図面のコピー(1973年)

製図（せいず, drafting, drawing）とは、器具を用いて図面を製作することである。
物体等の機能や構築状況を視覚的に伝える作図の作法および規律。

## 概要
技術図面は、産業界で工学のアイデアを伝えるために不可欠である。このため図面を理解しやすくするために、共通のシンボル、パースペクティブ、測定単位、表記法システム、ビジュアルスタイル、およびページレイアウトを使用する。このような慣習によって視覚的言語を構成し、図面が明確で理解しやすいことを保証するのに役立つ。技術図面の記号と原則の多くは国際標準と呼ばれるISO 128で体系化されている。
機能文書の作成における正確なコミュニケーションの必要性は、技術的描写と視覚芸術の表現的描写とを区別する。芸術的な図は主観的に解釈され、その意味は複数決定される。このため技術図面は、1つの意図された意味を有すると理解される。
製図の描画力（技術や表現力）は製図工、製図専門家、もしくは作製者による。
技術図面を作成する専門の作製者は、製図技術者と呼ばれることもある。

## 解説
製図は物（建築物、機械、電気回路など）を作るにあたって、その物の形を詳細に示すために描かれる。設計者と製作者が異なる場合、製図は設計の意図を伝えるために極めて重要な情報である。そのため、製図する際には日本産業規格（JIS）などによって規格化されており、線の種類や描き方に意味が定められている。
また、製図と言っても建築製図、機械製図、電気製図など様々な種類があり、それぞれに規格も異なる。
製図を行う際は、製図用の鉛筆、三角定規やコンパス、分度器等が必要であるが、近年はコンピューターを利用した製図（CAD）も普及している。

## 線
物を表す用途に応じて線の太さ、種類は使い分けされる。

### 線の太さ
線の太さは、0.13mm, 0.18mm, 0.25mm, 0.35mm, 0.5mm, 0.7mm, 1mm, 1.4mm, 2mmのいずれかとする。また、極太線、太線、細線の太さの比は4:2:1とする。従って、線の太さの可能な組合せは以下の表になる。
| 極太線 | 太線   | 細線   |
| ------ | ------ | ------ |
| 0.5mm  | 0.25mm | 0.13mm |
| 0.7mm  | 0.35mm | 0.18mm |
| 1mm    | 0.5mm  | 0.25mm |
| 1.4mm  | 0.7mm  | 0.35mm |
| 2mm    | 1mm    | 0.5mm  |

太線
中線
細線
仮線(手描きの場合)

### 線の種類
- 実線（連続した線）
- 破線（短い長さの線を並べたもの）
- 一点鎖線（線と1つの点を交互に並べたもの）
- 二点鎖線（線と2つの点を交互に並べたもの）
- 破断線（ジグザグ線（心電図のような線））

## 線の用途
外形線
品物の見える部分の形状を表すのに用いる。
寸法線
寸法を記入するのに用いる。
寸法補助線
寸法を記入するために図形から引き出すのに用いる。
引出線
記述・記号などを示すために引き出すのに用いる。
中心線
図形の中心線を簡略に表すのに用いる。UnicodeのU+2104として登録されている。
| 記号 | Unicode | JIS X 0213 | 文字参照         | 名称               |
| ---- | ------- | ---------- | ---------------- | ------------------ |
| ℄    | U+2104  | -          | &#x2104; &#8452; | CENTRE LINE SYMBOL |
隠れ線
品物の見えない部分の形状を表すのに用いる。
破断線
品物の一部を破った境界、または一部を取り去った境界を表すのに用いる。
切断線
断面図をえがく場合、その断面位置を対応する図に表すのに用いる。
ハッチング
図形の限定された特定の部分を他の部分と区別するのに用いる。

### 手法と道具
- ドラフター
- 平行定規

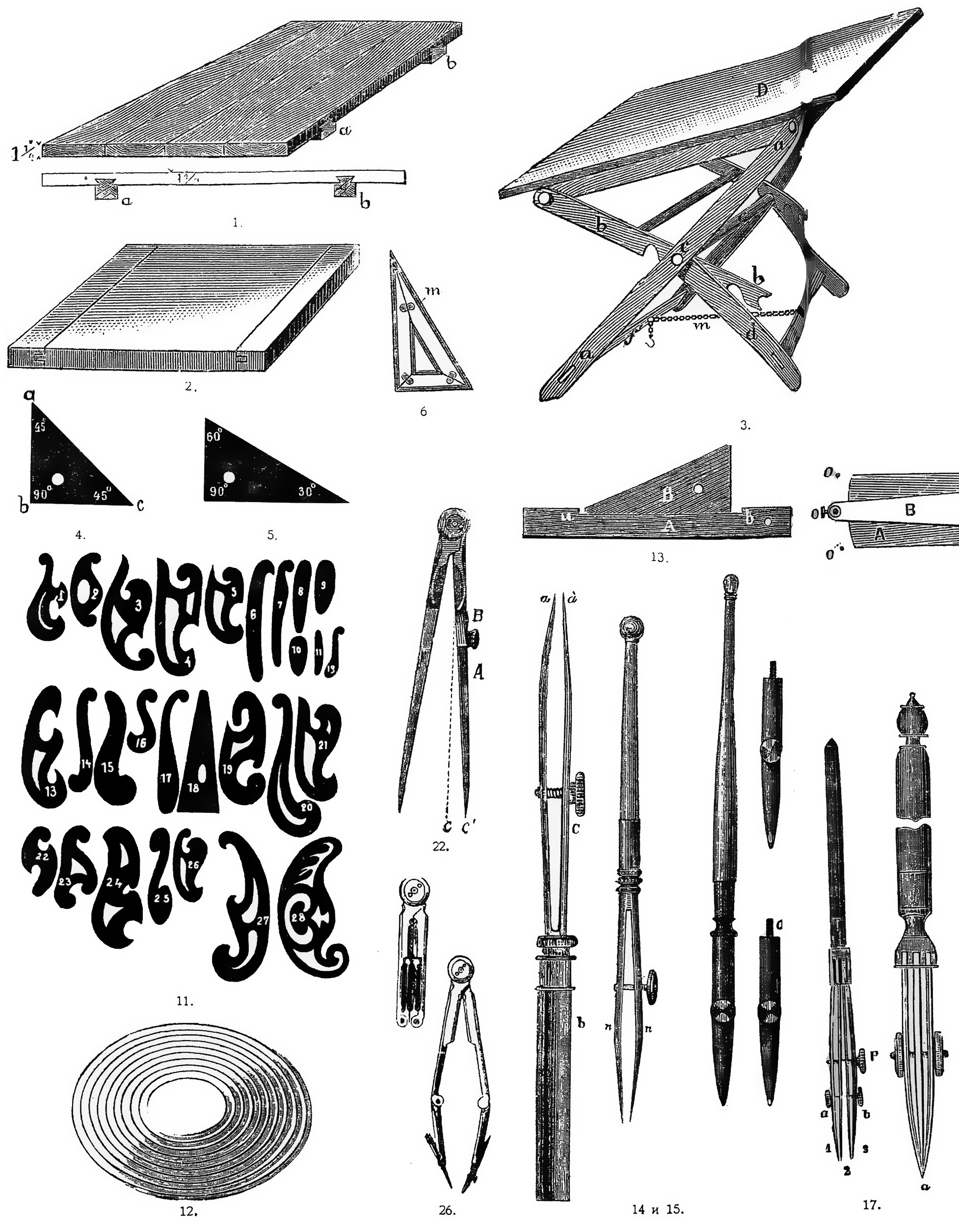
昔の技術的製図道具

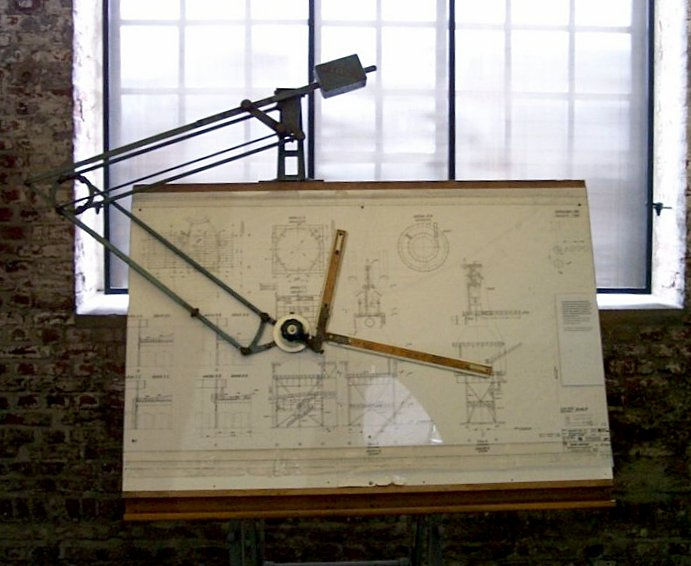
ドラフター

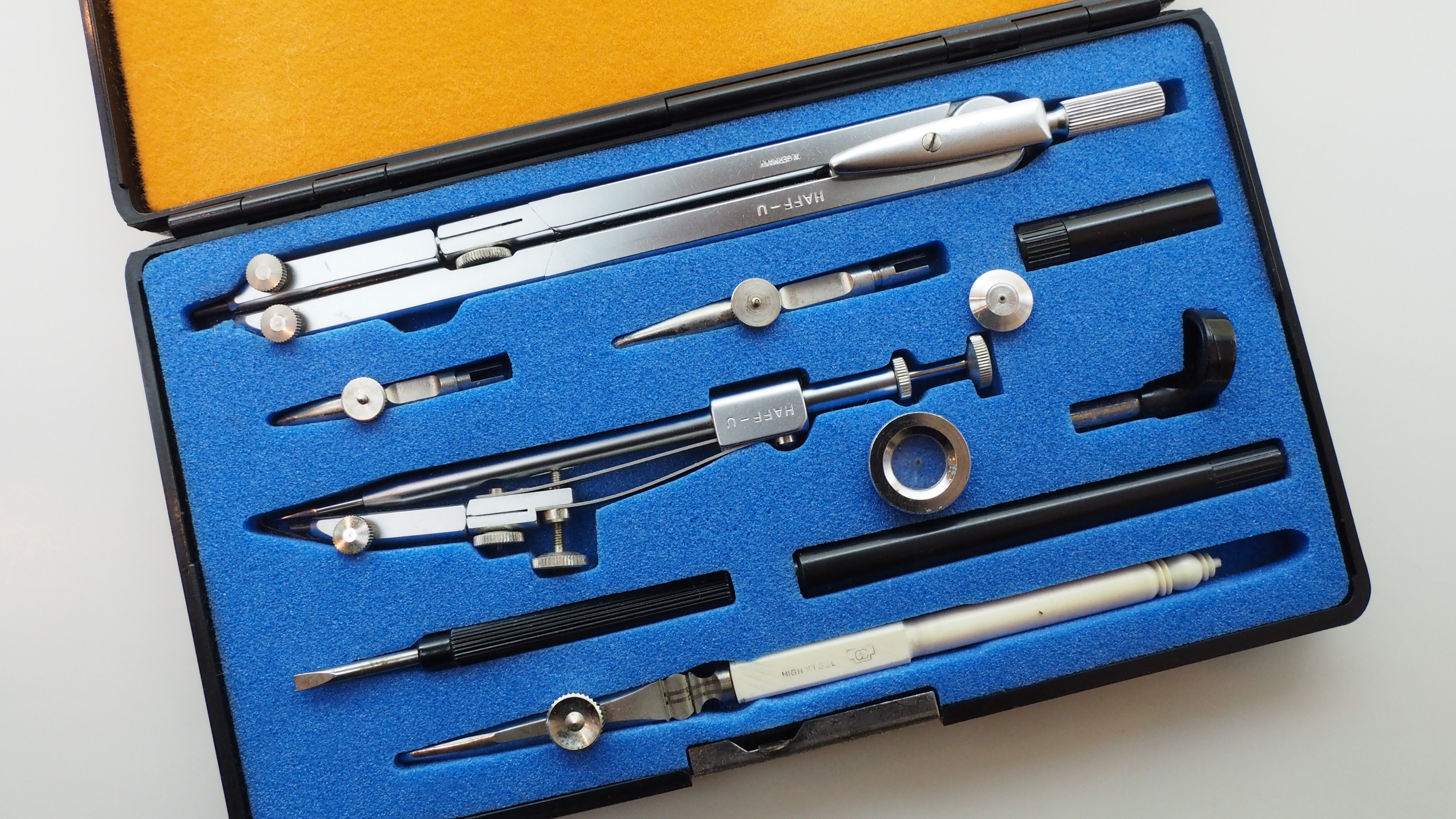
製図用具のセット

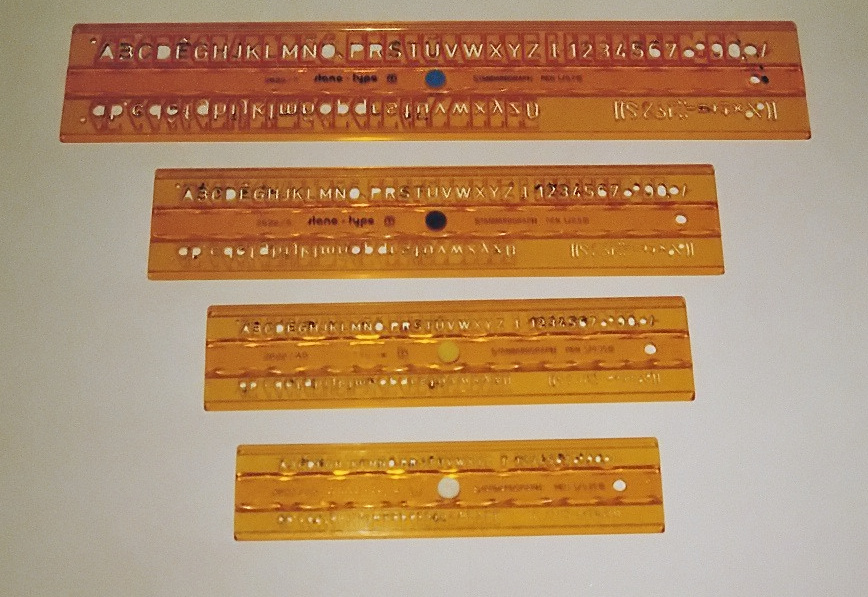
DIN規格の技術図面レタリング用ステンシル

- 製図用シャープペンシル（シャープペンシル）
- 製図ペン
- カラス口
- コンパス
- テンプレート （円、楕円、文字、記号など）
- ディバイダ
- 分度器
- 楕円分度器
- 消しゴム
- 字消板
- 三角定規
- 三角スケール
- 勾配定規
- 雲形定規
- 自在曲線定規
- スライダー
- パンタグラフ

基本的な図面作成手順としては、まず直角のコーナーと直線の側面（一般的にはドローイングボード）を備えた滑らかな表面に用紙（または他の材料）を配置する。次に、T定規として知られている滑りストレートエッジを一方の側に設置し、テーブル面を横切らせ、また紙の表面上を滑らせる。
「平行線」は、T字型の定規を動かし、鉛筆やテクニカルペンを T字型定規に沿って動かすだけで簡単に描くことができる。またT形は、設定された平定規や三角定規などの他の道具を保持するためにも使用される。この場合、ドラフターは、既知の角度をもつ1つ以上の三角定規をテーブルの端から直角のT定規に配置し、任意の角度で用紙面上に他の角度の線を引くことができる。現在の製図用テーブルには、テーブルの両側で固定支持されたドラフトマシンが装備されており、大量の紙の上を摺動する。両端が固定されているため、エッジに沿って描かれた線は平行が保持されている。
さらに、作図者は多くの技術描画道具を使用して曲線や円を描画する。こうした道具としてまず挙げられるのは、単純な円弧を描くために使用されるコンパスと、曲線を描くためのフランス式曲線定規である。また、スプラインを描く自在定規は、手動で最も曲線に曲げることができる、ゴム被覆された多関節金属である。
ドラフティングテンプレートは、作図者が毎回同形をゼロから再現することなく、図面内に反復オブジェクトを作成するのを支援する。これは、一般的なシンボルを使用する場合に特に便利であり、たとえば舞台芸術の設計図ならば、照明デザイナーは照明器具シンボルのUSITT標準ライブラリから、複数の位置にわたる共通の什器の位置を示す必要があるからである。テンプレートは通常、特定の描画目的に合わせてカスタマイズされた多数のベンダーによって商業的な販売提供がなされていることもあるが、作図者が独自のテンプレートを作成することも珍しくない。
基本的な製図システムは、しっかりしたテーブルと道具の位置付けに常に注意が必要である。一般的な誤りとして、手で保持した三角定規がT定規の頂点をわずかに押し下げ、すべての角度がだめとなることなどである。ある時点で2つの斜めの線を描くなどの単純な目的でも、T定規と三角定規の動作が必要であるため、一般的に製図は時間のかかるプロセスになる可能性がある。
こうした問題の解決策は、パンタグラフ（間違って「ペンタルト」と呼ばれることもある）の応用である機械式の「ドラフトマシン」の導入であった。かなり早い作図が可能で、こうした機械には角度を変更する機能までも備えられていたため、三角定規の必要性も薄くなった。
図形の細部に関して線、円弧および円（および文字）を用紙に描画する手法の習得に加えて、作図作業は幾何学、三角図法および空間把握の徹底理解を必要とし、作図すべての場面において、高精度の要求、高次の細部への注意が必要である。
製図は、プロジェクトの担当エンジニア、建築家、または従業員（機械工など）によって行われることもあるが、通常は熟練した製図工（および/または、デザイナー）がその作業を行い、常にある程度の需要がある。

## 関連する日本産業規格（JIS）

### 製図の基本的な規格
- 製図総則：JIS Z 8310
- 製図 - 製図用語：JIS Z 8114
- 製図 - 製図用紙のサイズ及び図面の様式：JIS Z 8311
- 製図 - 表示の一般原則-線の基本原則：JIS Z 8312
- 製図 - 文字：JIS Z 8313
- 製図 - 尺度：JIS Z 8314
- 製図 - 投影法：JIS Z 8315

### 製図の一般的な規格
- 製図 - 図形の表し方の原則：JIS Z 8316
- 製図 - 寸法記入方法 - 一般原則、定義、記入方法及び特殊な指示方法：JIS Z 8317
- 製図 - 長さ寸法及び角度寸法の許容限界記入方法：JIS Z 8318
- 寸法公差及びはめあいの方式：JIS B 0401
- 製品の幾何特性仕様(GPS) - 幾何公差表示方式 - 形状、姿勢、位置及び振れの公差表示方式：JIS B 0021
- 製品の幾何特性仕様(GPS) - 表面性状：輪郭曲線方式 - 用語、定義及び表面性状パラメータ：JIS B 0601
- 製品の幾何特性仕様(GPS) - 表面性状の図示方法：JIS B 0031

### 機械製図の規格
- 機械製図：JIS B 0001
- 製図 - ねじおよびねじ部品：JIS B 0002
- 歯車製図：JIS B 0003
- ばね製図：JIS B 0004
- 製図 - 転がり軸受製図：JIS B 0005
- CAD機械製図：JIS B 3402

### その他各分野の製図規格
- 土木製図通則：JIS A 0101
- 建築製図通則：JIS A 0150
  - 平面表示記号
  - 材料構造表示記号

### 図記号の規格
- 溶接記号：JIS Z3021
- 加工方法記号：JIS B 0122
- 電気用図記号：JIS C 0617
- 構内電気設備の配線用図記号：JIS C 0303

## メーカー

### 国内
ウチダ、ドラパス、タケダ、岡本製図器械、が日本国内で幅広いシェアを持っている。
- 内田洋行（製造はマービー[4]）[5]
- ドラパス（旧:三幸製図機械製作）[6]
- TTC株式会社
  - タケダ（旧:武田製図機械製作所→タケダコーポレーション株式会社）[7]
  - コンサイス（旧:株式会社コンサイス）[8]
- 岡本製図器械[9]

他に、シンワ測定やコクヨ等も製造、販売している。

### 海外
- ステッドラー